# 覺羅倫達禮
覺羅倫達禮，清朝皇室、愛新覺羅氏，满洲正红旗人。清朝政治人物。

## 生平
康熙五十三年，任刑部筆帖式。康熙六十一年，升任主事、刑部員外郎。雍正四年，任刑部郎中。雍正十三年，任廣東按察使、福建按察使。乾隆二年，署福建布政使。乾隆五年，任陝西按察使。

## 家族
- 福滿 （都督福滿、興祖直皇帝、七世祖）
- 索長阿 （六世祖）
- 飛永敦 （五世祖）
- 覺羅克春 （高祖父、騎都尉）
- 覺羅務喇納 （曾祖父）
- 覺羅務爾喀 （祖父）
- 覺羅蘇庫（父、尚書）、瓜爾佳氏（嫡母、阿爾泰之女）
- 覺羅蘇赫（大伯）、覺羅柏進（二伯）、覺羅蘇禮（三伯）、覺羅務禮（四伯、覺羅納爾圖（六叔、覺羅譚圖（七叔）
- 胞兄弟：覺羅魯庫（兄）；覺羅石麟（三弟），山西巡抚、湖南巡抚，《國史列傳》有传；覺羅和書春（四弟）、覺羅經濟禮（五弟）、覺羅塞奇禮（六弟）。
- 李佳氏（嫡妻、筆帖式齊穆克圖之女）、納喇氏（繼妻、護軍參領索柱之女）、張氏（妾、張大之女）
- 覺羅滿達禮（第一子）、覺羅隆德（第二子）、覺羅武特三（第三子）、覺羅達爾展（第四子）
- 覺羅額爾登（姪、魯庫之子、將軍）
- 覺羅德克精阿（孫、武特三之子）
- 覺羅德明圖（姪孫、額爾登之子）